# Sesto Titio
Sesto Titio (latino: Sextus Titius; fl. 99 a.C.) è stato un politico romano della Repubblica.
Tribuno della plebe del 99 a.C., Titio cercò di ripercorrere le gesta di Lucio Appuleio Saturnino e Gaio Servilio Glaucia, che erano morti nell'anno precedente, ma venne ostacolato con successo dal console Marco Antonio Oratore; alla fine venne condannato perché teneva in casa una statua di Saturnino.
Marco Tullio Cicerone afferma che Titio era un oratore fluente e alquanto acuto, ma gesticolava in maniera così strana che una danza ricevette il suo nome.